# Halvor Hansson
Halvor Hansson, född 4 juni 1886, död 4 november 1956, var en norsk militär.
Halvor Hansson blev officer 1907, överste 1940 och generalmajor 1945. Han var stabschef under striderna i Nordnorge 1940, chef för försvarsstaben 1945–1946 samt blev 1946 chef för inskrivningsväsendet.